# Conocephalus spartinae
Conocephalus spartinae är en insektsart som först beskrevs av Fox 1912.  Conocephalus spartinae ingår i släktet Conocephalus och familjen vårtbitare. Inga underarter finns listade i Catalogue of Life.